# ドラゴンボールZ 強襲!サイヤ人
『ドラゴンボールZ 強襲!サイヤ人』（ドラゴンボールゼット きょうしゅう!サイヤじん）は、バンダイから発売されたファミリーコンピュータ（以下、FC）用ロールプレイングゲーム。アニメ『ドラゴンボールZ』（1989年 - 1996年）のFC作品第1弾。

## 概要
ゲームシステムは『ドラゴンボール 大魔王復活』（1988年）から続く、戦闘とマップ移動をカードを用いてゲームを進行させるロールプレイングゲームである。本作から孫悟空以外の仲間たちも使用可能になり、闘いを重ねるごとに経験値としてBP（戦闘力）を獲得でき、特定のキャラクターを集中してレベルを上げるなどの育成も可能。また、戦闘シーンは手前や奥といった3D的な表現が使用されており、遠距離から攻撃したり素早く離れてにらみあったりと原作の空中戦を再現したものとなっている。バンダイの鈴木敏弘は、本作のバトルシーンが『ドラゴンボールZ 超武闘伝』のヒントになったと述べる。
ストーリーはサイヤ人編と劇場版第1弾『ドラゴンボールZ』（1989年）を基にしている。アニメオリジナルのキャラクターや劇場版のガーリックJr.およびガーリック三人衆も登場する。
後にニンテンドー3DS用ソフト『バンダイナムコゲームスPRESENTS Jレジェンド列伝』（2013年）やニンテンドークラシックミニ ファミリーコンピュータ 週刊少年ジャンプ50周年記念バージョン（2018年）に本作がそのまま収録された。

## ゲーム内容

### システム
移動
カードに書かれた星の数（1 - Z、Zは8）だけ進めるが星の数未満での移動は不可（例えば1マスだけ進みたい時などに星が「1」のカードが無い時は3・5・7など奇数カードで行き来して指定しなければならない）。敵と遭遇した時、隣のマスに仲間がいないと1人で戦うことになる。なお、終盤（対ガーリック戦前）以降はグループ行動（＝パーティー編成）となり、またピッコロがリーダーとなりマップ上もピッコロが最優先で表示（名前は「Zせんし」表記）される。これは悟空合流後も変わらない。なお、本作では仲間同士の順番並べ替えが無いため、合流後の悟空がパーティーの最後尾になる。

回復場
「カプセルハウス」のマスにて休憩。HP（ヒットポイント）とBE（バトルエネルギー）が完全回復。

神経衰弱
「Z」のマスに入ると行える。最初に指定したカードの星の数（1 - Z、Zは8）だけ挑戦でき、上段のカードと下段のカードをめくって、同じカードが出るとそのカードが貰える。パーフェクトだと好きなカードが1枚貰える。アイテム欄のカードが持ちきれない状態になると、その時点で終了。

スピードくじ
「Z」のマスに入ると行える。1枚ずつカードをめくり、3枚同じカードが揃えばそのカードが貰える。神経衰弱に比べ、手に入りにくいカード（しっぽ、月など）が出やすくなっている。

BP（戦闘力）
全てのキャラクターの攻撃力と防御力に影響し、味方キャラクターの経験値としても機能している。BPの差があるほどダメージの幅が大きくなり、極端な差があれば一撃即死やノーダメージも起こりうる。敵に勝利すると経験値としてBPが貰え、一定の値になるとレベルアップする。BPは上限まで無限に上げることが可能なため、敵を倒し続ければどのキャラクターも最終的にBPの数字差で戦闘をごり押すことが可能となる。
戦闘（カードバトル）
戦闘はカードを使って行われる。星の数で（1 - Z）が攻撃力、漢数字（一 - Z）で防御力が決まる。またカードに書かれている流派と各キャラクターに設定された流派が一致すると攻撃力がアップする。「必」と書かれたカードを使うと、BEを消費して必殺技を繰り出せる。2体以上の敵キャラクターへの攻撃はキャラクターごとに設定するが、複数のキャラクターが1体の敵キャラクターを倒してしまうと。他のキャラクターはそのターンの間行動しない（敵も同様）。キャラクターもしくは敵のHPが4分の1になると苦痛の顔に変わり、0になると死亡する（名前の横に十字架のようなマークがつく）。死亡した仲間を復活させるチャンスは、ゲーム内の特定のイベント一回きりである。
攻撃順はランダム。
修行
「修」のマスに入ると行える。メンバーの中から一人選び、成功させるとBPが貰える。

てんかいち
ステータス画面に表示されるパスワードを入力して対戦するモード。4人までエントリーできる。スカウターカードを使用しない限り手持ちのカードが分からないなど、通常の戦闘と若干変更点がある。

### おたすけカード

#### 回復系
ブルマ
1人のHPを少し回復（25%）。

亀仙人
1人のHPをかなり回復（50%）。

神様
1人のHPを完全に回復。

プーアル
1人のBEを少し回復（25%）。

ミスターポポ
1人のBEを完全に回復。

カリンさま
1人のHP・BEを完全に回復。

神龍
全員のHP・BEを完全に回復。

#### 補助系
バブルス
マップ上のキャラクターが点滅し、敵との遭遇率が下がる。

ウーロン
手持ちのカードを全て新しいものと交換する。

#### 攻撃・攻撃補助系
ヤジロベー
ヤジロベーが敵1体を攻撃してくれる。大猿の尻尾を切る効果もある。

じいちゃん
敵1人の行動を1ターン封じる。

エンマさま
手持ちのカードの中から1枚を選んで、その星の数を「Z」にすることができる。

占いババ
手持ちのカードの中から1枚を選んで、その漢数字の数を「Z」にすることができる。

チチ
手持ちのカードの中から1枚を選んで、その流派を「必」にすることができる。

カイオウさま
仲間一人の攻撃力を上げる。重ねがけが可能。

#### 特殊系
スカウター
マップで使うと敵の居場所が分かり、戦闘中に使うと、相手のHP、戦闘力が分かる。「てんかいち」モードで使用すると、手持ちのバトルカードが常に表示される。

舞空術
マップ上にある筋斗雲のマークの上で使用すると、対になっている筋斗雲のマークのところまでワープする。他の場所で使うと、最後に立ち寄った回復所まで飛ぶ。

つき
使用すると月（満月）が出現する。また特徴として、画面が明るくなる。

しっぽ
つきを使用する時に持っていて、なおかつパーティに悟飯がいれば、悟飯が大猿化する。

ドラゴンレーダー（ゲーム中では「レーダー」と表記）
ドラゴンボールのありかを示す。何回でも使用可能。

ドラゴンボール
7つ集めれば、悟空や死んだ仲間を生き返らせることができる。

### 修行

#### 各地で行える修行
重い岩を運ぶ修行
最初に漢数字か星の数かを選び、CPUが出したカードと同じか、それより大きい数のカードを5回出すとBPが貰える。失敗するとBEが減る。例外として「1は7に、2はZに勝つ」という隠しルールがある。蛇の道にも随所に存在し、こちらは「星の数勝負固定」「失敗するとペナルティとしてかかったターン数が8増加し、悟空の早期合流難易度増加」という追加ルールが敷かれる。

スピードと敏捷性を養う修行
CPUが出したカードと流派・星の数・漢数字のいずれかが同じカードを出し続ける。1回でも成功した後、中断する事が可能で、その際に出した回数に応じたBPが貰える。失敗するとBP獲得が無効になる上にBEが減る。

実戦的な修行
自分の力の半分を使って作り出した分身と戦う。勝てばBPが貰える。通常の戦闘と似たような修行だが、お互いのHPとBEを半分にして戦う上、おたすけカードと必殺技は一切使用不可（必カードは使おうとしても通常攻撃として扱われる）。体力が低過ぎる状態だと、この修行はできない。1回で貰えるBPはパワーをつける修行より多いが、成功しても失敗してもHPとBEを大きく消耗する。

#### 界王さまの修行
以下の修行が全て終わった後に悟空が地球へ帰還する。悟空の合流タイミングは蛇の道と界王さまの修行にかかった総ターン数（移動に使ったカードの枚数）で決まる。
バブルスくんを捕まえろ!
バブルスを捕まえる修行。悟空の現BPとお互いのカードにより修行の進捗が決まり、悟空側のHPとBEは一切減らない。

グレゴリーをハンマーで叩け!
グレゴリーをハンマーで叩く修行。ルールはバブルスくんと同じ。

界王さまを倒せ!
界王さまとの実戦修行で、ルールは体力とBEを消費せずに行う実戦的な修行。この戦闘に勝つことで、悟空の戦闘力が大幅に上がるほか、強力な必殺技を新たに習得する。もしここまでピッコロ以外のZ戦士たちが死んでいた場合はこのタイミングで同時に蘇生され、復帰する。

## ストーリー
第23回天下一武道会から5年後、凶悪なサイヤ人の戦士・ラディッツが地球に現れた。孫悟空たちのもとに現れ、息子の悟飯を拉致し、自分たちの仲間になることを強要するラディッツだったが、悟空はライバルのピッコロと手を組んで立ち向かい、辛くも撃破。しかし、さらに強力な2人のサイヤ人が地球に近付きつつあり、魔界からはガーリックJr.率いる魔族がドラゴンボールを狙っていた。

## 登場キャラクター

### Z戦士
孫悟空（ゲーム中では「ゴクウ」と表記）
主人公。メンバー中最強の戦闘力を誇る。界王との修行を経て、Z戦士たちと合流。太陽拳は敵の動きを止める効果がある。流派は「神」で、界王との修行後に「界」に変わる。
ラディッツ戦では悟空が死ぬとストーリーは原作通りに進むが、ピッコロと共に生き残ると自ら命を絶つ。さらにピッコロだけが死ぬと、ピッコロと命を入れ替えらせることになり、悟空は必ずラディッツ編後に死んであの世で修行するストーリーになる。
ラストステージのベジータ・ナッパ編でZ戦士と合流するが、あの世での修行でどれだけの枚数カードを使用したかによって、サイバイマン×6戦、ナッパ戦、ベジータ戦と合流タイミングが変化する。
必殺技（衝撃波、エネルギー波、かめはめ波、太陽拳）（［界王様との修行後に追加］界王拳、界王拳かめはめ波、2倍界王拳、2倍界王拳かめはめ波、3倍界王拳、3倍界王拳かめはめ波、4倍界王拳かめはめ波、元気玉）

ピッコロ
悟空のライバルで悟飯の師。悟空とタッグを組んでラディッツと戦う。攻撃力は高いが、耐久力は低い。流派は「魔」。
ドラゴンボールを作った神様と一心同体である関係上、ガーリックJr.率いる魔族編の戦いで死ぬとドラゴンボールで悟空を蘇生できなくなり、ゲームオーバーになる。
必殺技（魔光砲、連続魔光砲、目から怪光線、口から怪光線、爆裂魔光砲、魔貫光殺砲）

孫悟飯（ゲーム中では「ゴハン」と表記）
悟空の息子。物語冒頭でラディッツにさらわれてしまうが、助けることで仲間の戦士となる。最初は能力が弱いが、レベルが上がることでHPが極端に高くなり、防御力も上がる。その反面、攻撃力は低い。流派は「魔」。「しっぽ」と「つき」のカードで大猿化する。
必殺技（エネルギー波、魔閃光）

孫悟飯（大猿）
大猿化した悟飯。BPが10000プラスされる。流派は「魔」。
必殺技（エネルギー波）

クリリン
悟空の親友。能力は平均的。流派は「亀」。気円斬は大猿の尻尾を切ることができるが、他の技よりも命中率は低い。
必殺技（かめはめ波、拡散エネルギー波、気円斬）

ヤムチャ
悟空の仲間。ブルマの恋人。繰気弾は確実に命中する。流派は「亀」。
必殺技（かめはめ波、繰気弾）

天津飯（ゲーム中では「テンシンハン」と表記）
元鶴仙流の武道家。地球人の中では強い部類に入るが、レベルアップがやや遅い。太陽拳は敵の動きを止める効果がある。四身の拳・気功砲はゲームオリジナル技。流派は「亀」。
必殺技（エネルギー波、太陽拳、気功砲、四身の拳、四身の拳・気功砲）

餃子（ゲーム中では「チャオズ」と表記）
元鶴仙流の武道家。体力が低いが、防御が高い。必殺技の超能力は、相手の動きを止める効果があるだけでなく、重ねがけすることで相手の防御力が下がる。流派は「亀」。
必殺技（超能力、どどん波）

### 雑魚キャラクター
カイワレマン
グラフィックはサイバイマンの色違い（水色）。雑魚キャラクターとしては最弱。シビレ液には防御力を下げる効果がある。流派は「惑」。BP200。
必殺技（シビレ液）

キュウコンマン
サイバイマンの色違い（橙色）。カイワレマンと集団で出現することが多い。流派は「惑」。BP350。
必殺技（エネルギー弾）

パンプキン
サイヤ人。オニオンの色違いで、中ボスとしても登場する。流派は「惑」。BP400。
必殺技（エネルギー波、貫光線）

オニオン
アニメで登場した過去のサイヤ人。大猿化する能力を持つ。流派は「惑」。BP450。
必殺技（エネルギー波、貫光線、巨大猿変身）

オニオン（大猿）
大猿化したオニオン。雑魚キャラクターの中では最高のBPを誇る。流派は「惑」。BP1800。
必殺技（エネルギー波）

ブロッコ
アニメで登場した過去のサイヤ人。雑魚のサイヤ人の中では最も高いBPを持ち、中ボスとしても登場する。流派は「惑」。BP500。
必殺技（エネルギー波、貫光線）

シナモン
サンショの色違い（灰色）で、防御力は低いが、体力が高い。流派は「魔」。BP270。
必殺技（エネルギー波）

ハーブ
ニッキーの色違い（赤）。体力こそ低いものの、防御力が高く設定されている。流派は「魔」。BP300。
必殺技（エネルギー波）

ジャスミン
ジンジャーの色違い（薄桃）。能力値はシナモンとハーブの中間程度。流派は「魔」。BP290。
必殺技（エネルギー波）

サイバイマン
中ボスとして6体登場する強敵。特定のキャラクターに対して、捨て身の攻撃を仕掛けてくる。流派は「惑」。BP1200。
必殺技（溶解液、捨て身の攻撃）

### ボスキャラクター
ラディッツ
サイヤ人で、悟空の実兄。悟飯をさらった序盤のボスキャラクター。流派は「惑」。BP1500。
必殺技（エネルギー波、強力エネルギー波、ダブルエネルギー波）

サンショ
北のエリアで待ち受ける魔族。HPが非常に高いが、防御力は低い。流派は「魔」。BP1300。
必殺技（エネルギー波、強力エネルギー波）

ニッキー
東のエリアで待ち受ける魔族。HPとBPは3人の中で一番低いが、防御力は高い。流派は「魔」。BP1200。
必殺技（エネルギー波、強力エネルギー波、刀攻撃）

ジンジャー
西のエリアで待ち受ける魔族。バランスの良い能力を誇る。刀攻撃は、体力が大きく低下すると発動してくる。流派は「魔」。BP1500。
必殺技（エネルギー波、強力エネルギー波、刀攻撃）
なお、ガーリック3人衆はガーリック城で再登場し、同時に襲い掛かってくる。

ガーリックJr.（ゲーム中では「ガーリック」と表記）
ガーリック城で待ち受ける魔族のボス。一度倒すと、変身してパワーアップする。流派は「魔」。BP2500。
必殺技（エネルギー弾、連続エネルギー弾、強力エネルギー波）

ガーリックJr.（変身）
体が巨大化し、体の色も変化したガーリック、攻撃力と耐久力が強化されている。流派は「魔」。BP3500。
必殺技（エネルギー波、ブラックホール波）

ナッパ
サイヤ人。全ての敵キャラクターの中で最大のHPを誇る。攻撃力が非常に高い。流派は「惑」。BP4000。
必殺技（爆発波、エネルギー波、口からエネルギー波）

ベジータ
サイヤ人の王子であり、本作の最終ボス。流派は「惑」。BP18000。
必殺技（エネルギー波、連続エネルギー波、衝撃波、爆発波、気円斬、ギャリック砲、巨大猿変身）

ベジータ（大猿）
大猿化したベジータ。HPが少なくなると変身する。流派は「惑」。クリリンの気円斬や、おたすけカード「ヤジロベー」で尻尾を切断すれば、元の姿に戻すことができる。BP70000。
必殺技（エネルギー波）

### その他のキャラクター
界王（ゲーム中では「カイオウさま」と表記）
北銀河を統治する界王。悟空があの世の修業で対戦する。流派は「界」。BP4500。

チチ
悟空の妻であり悟飯の母。「てんかいち」モードで、一定の条件を満たすことで、悟空の相手として現れる隠しキャラクター。衣装は「匿名希望」と名乗った第23回天下一武道会時のもの。流派は「亀」。

## スタッフ
- ディレクター：荻野目洋
- プロデュース：バンダイ
- プログラマー：TRACEY (しみずかずや)、たかみやすし
- ストーリー：荻野目洋
- エグゼクティブ・プロデューサー：東海林隆
- デザイナー：荻野目洋、N.SUGIMOTO、S.SHIMADA、S.KASUYA、M.TAKAHASHI、K.UDAGAWA、H.TAMAI、T.EGUCHI、R.FUJISAWA、JR、A.TOMI
- サウンド・デザイン：足立ハルキ
- アシスタント：S.ROBERUTO、E.KOSAKA、はしもとさとし、T.SUZUKI

## 評価
ゲーム誌『ファミコン通信』の「クロスレビュー」では合計25点（満40点）、『ファミリーコンピュータMagazine』の読者投票による「ゲーム通信簿」での評価は以下の通りとなっており、23.65点（満30点）となっている。
| 項目 | キャラクタ | 音楽 | 操作性 | 熱中度 | お買得度 | オリジナリティ | 総合  |
| 得点 | 4.42       | 3.85 | 3.81   | 4.17   | 3.39     | 4.01           | 23.65 |

## 続編
- ドラゴンボールZII 激神フリーザ!!（1991年8月10日発売）
- ドラゴンボールZIII 烈戦人造人間（1992年8月7日発売）
- ドラゴンボールZ外伝 サイヤ人絶滅計画（1993年8月6日発売）

## 関連書籍
- ジャンプ コミックス セレクション ファミコン奥義大全書 ドラゴンボールZ 強襲!サイヤ人 - 集英社、1990年11月5日、ISBN 4-8342-1017-0